# Almayrac
 Almayrac  là một xã thuộc tỉnh Tarn, trong vùng Occitanie ở miền nam nước Pháp. Xã này nằm ở khu vực có độ cao trung bình 355 mét trên mực nước biển.

## Dân số
| Năm    | 1962 | 1968 | 1975 | 1982 | 1990 | 1999 | 2006 |
| ------ | ---- | ---- | ---- | ---- | ---- | ---- | ---- |
| Dân số | 226  | 275  | 266  | 269  | 267  | 275  | 291  |